# Brainfeeder
Brainfeeder est un label indépendant basé à Los Angeles en Californie, fondé par Flying Lotus en 2008, s'intéressant particulièrement à la musique électronique et au hip hop instrumental. Il a signé avec des artistes comme Ras G, Samiyam, The Gaslamp Killer, Thundercat, The Underachievers, Lapalux, Daedelus, et Mr. Oizo.

## Roster
- Austin Peralta
- Azizi Gibson
- Beeple
- Captain Murphy
- Daedelus
- DJ Paypal
- Flyamsam
- Flying Lotus
- Iglooghost
- Jeremiah Jae
- Kamasi Washington
- Lapalux
- Lorn
- Louis Cole
- Martyn
- Matthewdavid
- Miguel Atwood-Ferguson
- Miguel Baptista Benedict
- Mono/Poly
- Mr. Oizo
- My Dry Wet Mess
- Ques
- Ras G
- Ryat
- Samiyam
- Strangeloop
- Taylor McFerrin
- Teebs
- The Gaslamp Killer
- Theo Jemison
- Thundercat
- Timeboy
- Tokimonsta
- The Underachievers
- ChriZzy Goodtung/ Tungy Santana
- Louis Cole
- Genevieve Artadi

## Discographie
2009
- Samiyam - Rap Beats Vol. 1 (BF001)
- Ras G - Brotha from Another Planet (BF002)
- Strangeloop - "Are We Lost Mammals of an Approaching Transcendental Epoch?" (BF003)
- The Gaslamp Killer - My Troubled Mind (BF004)
- Take aka Sweatson Klank - The Brain Stays Fed (BF005)

2010
- Daedelus - Righteous Fists of Harmony (BF006)
- Lorn - Nothing Else (BF007)
- Lorn - Cherry Moon (BF008)
- Lorn - None an Island (BF009)
- Teebs - Ardour (BF010)
- Teebs - "Why Like This?" (BF011)

2011
- Mr. Oizo - Moustache (Half a Scissor) (BF012)
- The Gaslamp Killer - Death Gate (BF013)
- Austin Peralta - Endless Planets (BF014)
- Taylor McFerrin - Place in My Heart (BF015)
- Mono/Poly - Manifestations EP (BF016)
- Jeremiah Jae - Rappayamatantra EP (BF017)
- Matthewdavid - International EP (BF018)
- Matthewdavid - Outmind (BF019)
- Tokimonsta - Creature Dreams (BF020)
- Strangeloop - Fields (BF021)
- Samiyam - Sam Baker's Album (BF022)
- Thundercat - The Golden Age of Apocalypse (BF023)
- Martyn - "Masks" b/w "Viper" (BF024)
- Martyn - Ghost People (BF025)
- Teebs - Collections (BF026)

2012
- Lapalux - When You're Gone (BF027)
- Martyn - "Hello Darkness" (BF028)
- Ryat - Totem (BF029)
- Jeremiah Jae - Raw Money Raps (BF030)
- Jeremiah Jae - "Money" (BF031)
- Lapalux - Some Other Time (BF032)
- The Gaslamp Killer - Breakthrough (BF033)
- The Gaslamp Killer - "Flange Face" b/w "Seven Years of Bad Luck for Fun" (BF034)
- My Dry Wet Mess - Stereo Typing (BF035)
- Miguel Baptista Benedict - Super(b)-Child-Ran (BF036)

2013
- Lapalux - Nostalchic (BF037)
- Lapalux - Without You (BF038)
- Ras G - Back on the Planet (BF039)
- Thundercat - Apocalypse (BF040)
- Lapalux - Gold (BF041)
- The Underachievers - Indigoism (BF042)

2014
- Matthewdavid - In My World (BF043)
- Teebs - Estara (BF044)
- Taylor McFerrin - Early Riser (BF045)
- Mono/Poly - Golden Skies (BF046)

2015
- Lapalux - Lustmore (BF047)
- Daedelus - The Light Brigade (BF048)
- Kamasi Washington - The Epic (BF050)
- Lapalux - Movement I, II & III (BF052)
- Mr. Oizo - The Church (BF053)
- Thundercat - The Beyond / Where the Giants Roam (BF055)
- DJ Paypal - Sold Out (BF056)

2020
- Thundercat - It Is What It Is (BF057)